# Pseudoschmidtia
Pseudoschmidtia is een geslacht van rechtvleugeligen uit de familie Euschmidtiidae. De wetenschappelijke naam van dit geslacht is voor het eerst geldig gepubliceerd in 1945 door Rehn & Rehn.

## Soorten
Het geslacht Pseudoschmidtia omvat de volgende soorten:
- Pseudoschmidtia armata Descamps, 1964
- Pseudoschmidtia biarcuata Descamps, 1964
- Pseudoschmidtia carinata Descamps, 1964
- Pseudoschmidtia complexa Descamps, 1971
- Pseudoschmidtia curticerca Descamps, 1964
- Pseudoschmidtia explanata Descamps, 1964
- Pseudoschmidtia hyaletes Rehn & Rehn, 1945
- Pseudoschmidtia incisa Descamps, 1964
- Pseudoschmidtia integra Descamps, 1964
- Pseudoschmidtia ligulata Descamps, 1964
- Pseudoschmidtia lobipennis Saussure, 1903
- Pseudoschmidtia meridionalis Descamps, 1971
- Pseudoschmidtia parvipennis Saussure, 1903
- Pseudoschmidtia polychroma Descamps, 1971
- Pseudoschmidtia quadridens Descamps, 1964
- Pseudoschmidtia sakalava Saussure, 1903
- Pseudoschmidtia sinuata Descamps, 1964
- Pseudoschmidtia spatulata Descamps, 1964
- Pseudoschmidtia subinvolvens Descamps, 1964
- Pseudoschmidtia subovata Descamps, 1964
- Pseudoschmidtia triangularis Descamps, 1964
- Pseudoschmidtia tridens Descamps, 1964
- Pseudoschmidtia trilobata Descamps, 1964
- Pseudoschmidtia versicolor Saussure, 1903